# Turun Palloseura (lední hokej)
Turun Palloseura, známější pod zkratkou TPS, je profesionální finský hokejový tým. Byl založen v roce 1922.

## Úspěchy
- Vítěz PMEZ a Evropské hokejové ligy: 1993/94, 1996/97

## Češi v týmu
| Ročník                      | Hráči ČR                                                              | Link |
| --------------------------- | --------------------------------------------------------------------- | ---- |
| 1993/1994                   | nikdo                                                                 |      |
| 1994/1995                   | nikdo                                                                 |      |
| 1995/1996                   | nikdo                                                                 |      |
| 1996/1997                   | nikdo                                                                 |      |
| 1997/1998                   | nikdo                                                                 |      |
| 1998/1999                   | nikdo                                                                 |      |
| 1999/2000                   | nikdo                                                                 |      |
| 2000/2001                   | nikdo                                                                 |      |
| 2001/2002                   | nikdo                                                                 |      |
| 2002/2003                   | nikdo                                                                 |      |
| 2003/2004                   | Jiří Vykoukal                                                         |      |
| 2004/2005                   | Jiří Vykoukal                                                         |      |
| 2005/2006                   | Vladimír Sičák, Ivan Huml                                             |      |
| 2006/2007                   | Tomáš Duba, Vladimír Sičák, Ivan Huml, Patrik Valčák                  |      |
| 2007/2008                   | Alexander Salák, Jan Hrdina                                           |      |
| 2008/2009                   | Alexander Salák                                                       |      |
| 2009/2010                   | Michal Birner, Tomáš Plíhal                                           |      |
| 2010/2011                   | Tomáš Kudělka, Michal Birner, Tomáš Plíhal                            |      |
| 2011/2012                   | Marek Schwarz, Tomáš Mojžíš, Michal Birner, Jakub Černý, Tomáš Plíhal |      |
| 2012/2013                   | Michal Birner                                                         |      |
| 2013/2014                   | nikdo                                                                 |      |
| 2014/2015                   | Radek Smoleňák, Jakub Nakládal , Tomáš Mojžíš, David Němeček          |      |
| 2015/2016                   | Tomáš Mojžíš přestup do Bílí Tygři Liberec                            |      |
| 2016/2017                   | nikdo                                                                 |      |
| 2017/2018                   | nikdo                                                                 |      |
| 2018/2019                   | nikdo                                                                 |      |
| 2019/2020                   | nikdo                                                                 |      |
| 2020/2021                   | nikdo                                                                 |      |
| 2021/2022                   | nikdo                                                                 |      |
| 2022/2023                   | nikdo                                                                 |      |
| 2023/2024                   | nikdo                                                                 |      |
| 2024/2025                   | nikdo                                                                 |      |
| 2025/2026                   | nikdo                                                                 |      |
| Zdroj na eliteprospects.com |                                                                       |      |

## Přehled ligové účasti
| Finsko (1967 – ) |              |                  |                                                                                   |                  |
| Sezóny           | Soutěž       | ZČ               | Play-off, nadstavba, sk. o udržení...                                             | Kapitán          |
| 1967/1968        | SM-sarji     | 10. místo        | Play-off se nahrálo                                                               | Pertti Nieminen  |
| 1968/1969        | Suomen sarja |                  |                                                                                   | bez kapitána     |
| 1969/1970        | SM-sarji     | 4. místo         | Play-off se nahrálo                                                               | bez kapitána     |
| 1970/1971        | SM-sarji     | 9. místo         | Play-off se nahrálo                                                               | Ilkka Mesikämmen |
| 1971/1972        | SM-sarji     | 8. místo         | Play-off se nahrálo                                                               | Timo Nummelin    |
| 1972/1973        | SM-sarji     | 9. místo         | Play-off se nahrálo                                                               | Timo Nummelin    |
| 1973/1974        | SM-sarji     | 8. místo         | Play-off se nahrálo                                                               | Jouko Öystilä    |
| 1974/1975        | SM-sarji     | 5. místo         | Play-off se nahrálo                                                               | Rauli Tammelin   |
| 1975/1976        | SM-liiga     | Zlatá medaile    | Finále výhra s Tappara 2 : 0                                                      | Seppo Lindström  |
| 1976/1977        | SM-liiga     | Stříbrná medaile | Finále prohra s Tappara 0 : 3                                                     | Seppo Lindström  |
| 1977/1978        | SM-liiga     | Bronzová medaile | o 3. místo výhra s Tampereen Ilves 2 : 1                                          | Juhani Tamminen  |
| 1978/1979        | SM-liiga     | Bronzová medaile | o 3. místo výhra s HIFK Hockey 2 : 1                                              | Juhani Tamminen  |
| 1979/1980        | SM-liiga     | Zlatá medaile    | Semifinále prohra s Porin Ässät 1 : 3                                             | Hannu Niittoaho  |
| 1980/1981        | SM-liiga     | Stříbrná medaile | Semifinále prohra s Oulun Kärpät 2 : 3                                            | Juhani Tamminen  |
| 1981/1982        | SM-liiga     | Zlatá medaile    | Finále prohra s Tappara 1 : 3                                                     | Juhani Tamminen  |
| 1982/1983        | SM-liiga     | 4. místo         | Čtvrtfinále prohra s Tappara 1 : 2                                                | Seppo Repo       |
| 1983/1984        | SM-liiga     | 5. místo         | Semifinále prohra s Tappara 2 : 3                                                 | Antero Lehtonen  |
| 1984/1985        | SM-liiga     | Zlatá medaile    | Finále prohra s Tampereen Ilves 2 : 3                                             | Rauli Tammelin   |
| 1985/1986        | SM-liiga     | Bronzová medaile | o 3. místo prohra s Oulun Kärpät 0 : 2                                            | Rauli Tammelin   |
| 1986/1987        | SM-liiga     | Bronzová medaile | Semifinále prohra s Tappara 1 : 3                                                 | Hannu Virta      |
| 1987/1988        | SM-liiga     | 5. místo         | Ne                                                                                | Hannu Virta      |
| 1988/1989        | SM-liiga     | Zlatá medaile    | Finále výhra s JYP Jyväskylä 4 : 1                                                | Hannu Virta      |
| 1989/1990        | SM-liiga     | Zlatá medaile    | Finále výhra s Tampereen Ilves 4 : 2                                              | Hannu Virta      |
| 1990/1991        | SM-liiga     | Zlatá medaile    | Finále výhra s KalPa 4 : 1                                                        | Hannu Virta      |
| 1991/1992        | SM-liiga     | Bronzová medaile | Čtvrtfinále prohra s HIFK Hockey 1 : 2                                            | Hannu Virta      |
| 1992/1993        | SM-liiga     | Zlatá medaile    | Finále výhra s Hämeenlinnan Pallokerho 3 : 1                                      | Hannu Virta      |
| 1993/1994        | SM-liiga     | Zlatá medaile    | Finále prohra s Jokerit Helsinky 1 : 3                                            | Hannu Virta      |
| 1994/1995        | SM-liiga     | 4. místo         | Finále výhra s Jokerit Helsinky 3 : 2                                             | bez kapitána     |
| 1995/1996        | SM-liiga     | Stříbrná medaile | Finále prohra s Jokerit Helsinky 1 : 3                                            | Kari Harila      |
| 1996/1997        | SM-liiga     | Stříbrná medaile | Finále prohra s Jokerit Helsinky 0 : 3                                            | Hannu Virta      |
| 1997/1998        | SM-liiga     | Zlatá medaile    | Čtvrtfinále prohra s Kiekko-Espoo 1 : 3                                           | bez kapitána     |
| 1998/1999        | SM-liiga     | Zlatá medaile    | Finále výhra s HIFK Hockey 3 : 1                                                  | Mikko Eloranta   |
| 1999/2000        | SM-liiga     | Zlatá medaile    | Finále výhra s Jokerit Helsinky 3 : 1                                             | bez kapitána     |
| 2000/2001        | SM-liiga     | Stříbrná medaile | Finále výhra s Tappara 3 : 1                                                      | Kalle Sahlstedt  |
| 2001/2002        | SM-liiga     | 4. místo         | Semifinále prohra s Tappara 0 : 3                                                 | Mika Alatalo     |
| 2002/2003        | SM-liiga     | 8. místo         | Čtvrtfinále prohra s Hämeenlinnan Pallokerho 3 : 4                                | Mika Alatalo     |
| 2003/2004        | SM-liiga     | Zlatá medaile    | Finále prohra s Oulun Kärpät 1 : 3                                                | Mikko Eloranta   |
| 2004/2005        | SM-liiga     | 6. místo         | Čtvrtfinále prohra s Hämeenlinnan Pallokerho 2 : 4                                | Mika Alatalo     |
| 2005/2006        | SM-liiga     | 10. místo        | Předkolo prohra s SaiPa 0 : 2                                                     | Mika Alatalo     |
| 2006/2007        | SM-liiga     | 7. místo         | Předkolo prohra s Pelicans 0 : 2                                                  | Mika Alatalo     |
| 2007/2008        | SM-liiga     | 10. místo        | Předkolo prohra s HIFK Hockey 0 : 2                                               | Aki Berg         |
| 2008/2009        | SM-liiga     | 10. místo        | Čtvrtfinále prohra s JYP Jyväskylä 2 : 4                                          | Aki Berg         |
| 2009/2010        | SM-liiga     | 6. místo         | Finále výhra s Hämeenlinnan Pallokerho 4 : 1                                      | Aki Berg         |
| 2010/2011        | SM-liiga     | 13. místo        | Ne                                                                                | bez kapitána     |
| 2011/2012        | SM-liiga     | 10. místo        | Předkolo prohra s Oulun Kärpät 0 : 2                                              | Ville Vahalahti  |
| 2012/2013        | SM-liiga     | 13. místo        | Ne                                                                                | Ville Vahalahti  |
| 2013/2014        | Liiga        | 13. místo        | Ne                                                                                | Tapio Laakso     |
| 2014/2015        | Liiga        | 13. místo        | Ne                                                                                | Petteri Nummelin |
| 2015/2016        | Liiga        | 7. místo         | Čtvrtfinále prohra s Oulun Kärpät 2 : 4                                           | Tomi Kallio      |
| 2016/2017        | Liiga        | Stříbrná medaile | Čtvrtfinále prohra s HIFK Hockey 2 : 4                                            | Tomi Kallio      |
| 2017/2018        | Liiga        | Stříbrná medaile | Semifinále prohra s Tappara 0 : 4                                                 | Tomi Kallio      |
| 2018/2019        | Liiga        | 4. místo         | Čtvrtfinále prohra s Hämeenlinnan Pallokerho 1 : 4                                | bez kapitána     |
| 2019/2020        | Liiga        | 11. místo        | Ročník zrušen po odehrání základní části a nadstavby z důvodu Pandemie covidu-19. | Lauri Korpikoski |
| 2020/2021        | Liiga        | Bronzová medaile | Finále prohra s Lukko Rauma 1 : 3                                                 | Lauri Korpikoski |
| 2021/2022        | Liiga        | 4. místo         | Finále prohra s Tappara 1 : 4                                                     | Juhani Jasu      |
| 2022/2023        | Liiga        | 9. místo         | Předkolo prohra s Porin Ässät 1 : 2                                               | Jussi Ahokas     |
| 2023/2024        | Liiga        | 9. místo         | Čtvrtfinále prohra s Tappara 2 : 4                                                | Juhani Jasu      |
| 2024/2025        | Liiga        | 12. místo        | Předkolo prohra s SaiPa 2 : 3                                                     | Casimir Jürgens  |
| 2025/2026        | Liiga        |                  |                                                                                   |                  |